# Hallelujah (dal)
A Hallelujah (héberül: הללויה, magyarul: Hallelúja) című dal volt az 1979-es Eurovíziós Dalfesztivál győztes dala, melyet az izraeli Gali Atari és Milk and Honey adott elő héber nyelven.

## Az Eurovíziós Dalfesztivál
A dal a január 27-én rendezett izraeli nemzeti döntőn nyerte el az indulás jogát.
A dal egy ballada, melyben az énekesek Istent és az általa teremtett világot dicsőítik.
A március 31-én rendezett döntőben a fellépési sorrendben tizedikként adták elő, a német Dschinghis Khan együttes Dschinghis Khan című dala után, és a francia Anne-Marie David Je Suis L'Enfant-Soleil című dala előtt. A szavazás során százhuszonöt pontot szerzett, mely az első helyet érte a tizenkilenc fős mezőnyben. Ez volt Izrael sorozatban második győzelme.
Az izraeli tévé nem vállalta az 1980-as verseny megrendezését, és végül el sem indultak, mert a döntő napja egybeesett az izraeli Megemlékezés Napjával. Ez az egyetlen alkalom a verseny történetében, hogy az előző év győztese nem vett részt. A következő izraeli induló Hakol Over Habibi Halayla című dala volt az 1981-es Eurovíziós Dalfesztiválon.
A következő győztes az ír Johnny Logan What’s Another Year? című dala volt 1980-ban.

### Kapott pontok
|                                              | Zsűrik |     |     |     |     |     |     |     |     |     |     |     |     |     |     |     |     |     |    |
| POR                                          | ITA    | DEN | IRE | FIN | MON | GRE | SUI | GER | ISR | FRA | BEL | LUX | NED | SWE | NOR | GBR | AUT | ESP |    |
| Kapott pontok                                | 12     | 0   | 6   | 12  | 12  | 8   | 4   | 5   | 0   |     | 1   | 2   | 8   | 1   | 12  | 12  | 12  | 8   | 10 |
| A tábla a szavazás sorrendjében van rendezve |        |     |     |     |     |     |     |     |     |     |     |     |     |     |     |     |     |     |    |

## Slágerlistás helyezések
| Slágerlisták (1979) | Lh.* |
| ------------------- | ---- |
| Ausztria            | 15   |
| Belgium             | 7    |
| Egyesült Királyság  | 5    |
| Finnország          | 6    |
| Hollandia           | 6    |
| Németország         | 11   |
| Norvégia            | 1    |
| Portugália          | 1    |
| Svájc               | 2    |
| Svédország          | 1    |

*Lh. = Legjobb helyezés.